# The Rajah (film 1919)
The Rajah è un cortometraggio muto del 1919 diretto da Hal Roach. Di genere comico, ha come interpreti Harold Lloyd, Snub Pollard e Bebe Daniels.